# Кашлаков, Павел Фёдорович
Павел Фёдорович Кашлаков (9 августа 1935, Кругло-Семенцы, Алтайский край — 19 августа 2009, Санкт-Петербург) — советский и российский актёр.

## Биография
Павел Фёдорович Кашлаков родился 9 августа 1935 года в селе Кругло-Семенцы Егорьевского района Алтайского края.
В 1957 окончил Высшее театральное училище имени М. С. Щепкина (курс В. Н. Пашенной).
В 1957—1958 — актёр театра Черноморского флота в Севастополе.
В 1958—1995 — актёр студии киноактёра при киностудии «Ленфильм».
Принимал участие в дубляже картин киностудий Союза СССР и ряда зарубежных кинофильмов.
Член Союза кинематографистов СССР (Ленинградское отделение).
Скончался 19 августа 2009 года в Санкт-Петербурге.

## Фильмография

### Актёр
1. 1958 — Под стук колёс — Егор Поздняков
2. 1959 — Мечты сбываются — Саша
3. 1959—1961 — Поднятая целина — эпизоды (в 1-й и 2-й сериях)
4. 1960 — Грозные ночи — Шатров
5. 1960 — Чужая беда — Степан
6. 1961 — Горизонт — Николай
7. 1961 — Самые первые — Воронцов
8. 1962 — Первый мяч (короткометражный)
9. 1962 — После свадьбы — Генька, механик
10. 1963 — Армия «Трясогузки» — унтер-офицер
11. 1963 — Домик в дюнах
12. 1963 — Последний хлеб
13. 1963 — Принимаю бой
14. 1964 — Поезд милосердия — эпизод
15. 1965 — Знойный июль — Лопатин, жених
16. 1965 — Ярость — эпизод (в титрах указан как — П. Кошлаков)
17. 1966 — Мальчик и девочка — солдат Петя
18. 1967 — Дорога домой — Кузьма
19. 1967 — Запомним этот день
20. 1968 — Красные пески — эпизод
21. 1970 — Салют, Мария! — эпизод
22. 1970 — Угол падения — Павел Благовидов
23. 1971 — Город под липами — боец Алимов
24. 1971 — Горячие тропы — диверсант
25. 1971 — Прощание с Петербургом — штабс-капитан Нечаев
26. 1972 — Ижорский батальон — офицер
27. 1972 — Меченый атом — оперативник
28. 1973 — Плохой хороший человек — секундант («Я, признаться, на дуэлях не бывал. В операх только.»)
29. 1974 — Не болит голова у дятла — эпизод
30. 1974 — Под каменным небом (Норвегия/СССР) — капитан подлодки
31. 1974 — Свет в конце тоннеля — эпизод
32. 1975 — Время-не-ждёт (ТВ)
33. 1975 — Доверие
34. 1975 — Дожить до рассвета — Краснокуцкий
35. 1976 — Киноальманах «Житейское дело». Новелла 3. Где ты, Любовь Дуняшова? — капитан
36. 1977 — Блокада. Часть вторая. Фильм первый. Ленинградский метроном; Фильм второй. Операция «Искра» — эпизод
37. 1977 — Ждите меня, острова! — эпизод
38. 1977 — Неоконченный разговор (короткометражный) — Сергеев, инспектор ГАИ
39. 1977 — Убит при исполнении
40. 1978 — Пуск (ТВ)
41. 1978 — Трасса (СССР/Чехословакия) — водитель
42. 1979 — Незнакомка (ТВ)
43. 1979 — Старшина — полковник Егоров
44. 1980 — Испанский вариант — сотрудник разведуправления
45. 1983 — Бастион — английский офицер
46. 1984 — Берег его жизни (ТВ) — Назимов (1-я серия)
47. 1985 — Вот моя деревня… — Василий, водитель Зузенка
48. 1987 — Серебряные струны — комиссар
49. 1989 — Оно
50. 1992 — Странные мужчины Семёновой Екатерины — начальник Игоря
51. 1993 — Счастливый неудачник — эпизод
52. 1995 — Время печали ещё не пришло
53. 1998 — Я первый тебя увидел — эпизод

### Озвучивание
1. 1958 — Индюки
2. 1959 — Дорога жизни
3. 1959 — Тайна крепости
4. 1959 — Токтогул
5. 1961 — Сказание о любви — Нофель (роль — Пафика Тагиева)
6. 1964 — Белые горы
7. 1965 — «Тобаго» меняет курс — Галениекс (роль — Улдиса Пуцитиса)
8. 1966 — Нужный человек
9. 1967 — Завещание турецкого аги (Венгрия)
10. 1968 — Чувства
11. 1969 — Да будет жизнь! — Осип (роль — Артёма Иноземцева)
12. 1969 — Мальчишки острова Ливов — Лиепауш (роль — Иманта Кокарса)
13. 1972 — Ель во ржи — Герман (роль — Хария Лиепиньша)
14. 1972 — Кровавый камень — Андреас (роль — Андреаса Илда)
15. 1973 — Ключи от города — Мелдерис (роль — Яна Кубилиса)
16. 1973 — Куда уходят сказки
17. 1973 — Полуночник — генерал (роль — Е. Тумкявичюса)
18. 1973 — Пятеро на тропе — Гафар (роль — Бимболата Ватаева)
19. 1973 — Сойти на берег — Рейн (роль — Улдиса Пуцитиса)
20. 1973 — Счастливый невезучий человек
21. 1974 — Жёлтый тондыр (короткометражный)
22. 1974 — Не бойся, не отдам!
23. 1974 — Ульзана (ГДР/Румыния/СССР) — Ульзана (роль — Гойко Митича)
24. 1975 — В клешнях чёрного рака (роль —Улдиса Ваздикса)
25. 1976 — Алпамыс идёт в школу — отец Алпамыса (роль — Макиля Куланбаева)
26. 1976 — Лето — Тыниссон / Юри Куслап (роли — Айна Лутсеппа и Калле Эомойса)
27. 1976 — Потерянный кров — Марюс Нямунис (роль — Антанаса Шурны)
28. 1977 — Белая мгла (роль — Баба Аннанова)
29. 1977 — Отблеск в воде (роль — Улдиса Пуцитиса)
30. 1977 — Первая любовь Насреддина (роль — Махмуджана Вахидова)
31. 1978 — Кугитангская трагедия
32. 1978 — Вожди Атлантиды — Грэг Коллинз
33. 1980 — У Чёртова логова
34. 1980 — Что посеешь… (читает текст)
35. 1981 — Рябиновые ворота (роль — П. Карда)
36. 1983 — Гибель Аполлонии (Болгария/Чехословакия)
37. 1984 — Нескончаемый месяц Ковша
38. 1987 — Уолл-Стрит (США)